# 阿刀氏
阿刀氏（日语：／ Atōji，又稱安斗氏、安刀氏、安都氏或迹氏）是日本古代的神別氏族，家祖是物部氏之祖饒速日命之孫味饒田命，最初姓為「阿刀連」，後來獲賜姓「阿刀宿禰」，出身地為河内國澀川郡跡部鄉（現大阪府八尾市跡部一帶）。

## 出自
按物部氏的史書《先代舊事本紀》記載，阿刀氏的家祖是饒速日命之孫味饒田命。
平安時代初期的弘仁6年（815年），按《新撰姓氏錄》記載，阿刀氏有以下後裔。
- 左京 神別 天神 阿刀宿禰 - 石上同祖。
- 山城國 神別 天神 阿刀宿禰 - 石上朝臣同祖。饒速日命之孫味饒田命之後。
- 山城國 神別 天神 阿刀連 - 石上朝臣同祖。饒速日命之孫味饒田命之後。
- 攝津國 神別 天神 阿刀連 - 神饒速日命之後。
- 和泉國 神別 天神 阿刀連 - 釆女臣同祖。

另外，按照《太子傳玉林抄》引用的《新撰姓氏錄》左京神別阿刀宿禰條逸文記載，阿刀連在大和國城上郡椿市村（現奈良縣櫻井市金屋）也有分支。
阿刀氏與物部氏（後來的石上氏）是同一祖先。阿刀氏這個姓氏是來自於物部守屋在阿都（河内國澀川郡跡部鄉，現大阪府八尾市跡部一帶）的別業而得名。天武天皇元年（672年）開始，阿刀氏首次出現在歷史文獻上，因此可能是當時物部氏衍生而成的分支。

## 歷史
阿刀氏的姓最初是連，其後天武天皇13年（684年）制定八色姓時，宗家的阿刀氏便獲賜姓為宿禰。然而，在8世紀之後仍然存在以「連」或「造」等為姓的分支阿刀氏。
阿刀氏的居住地分別是山背國愛宕郡（現京都市左京區和北區一帶）、山背國相樂郡（現京都府相樂郡）、攝津國豐島郡（現大阪府豐中市、池田市和箕面市一帶）。
史書上，阿刀氏族人大多是出任官人。另外，空海的母親也是阿刀氏出身。

## 主要人物和氏族

### 人物
- 安斗宿禰智德（日语：安斗智徳），飛鳥時代官人，在壬申之亂期間協助大海人皇子（天武天皇）逃離吉野[3]。
- 阿刀連酒主，奈良時代中期下級官人。在平城京的大溝遺跡中，發現其親筆書寫的木簡[4]。
- 阿刀宿禰大足，奈良時代後期侍講，空海之舅。在空海入學大学寮之前，大足曾經教授他各樣東西[5]。
- 安都宿禰雄足（日语：安都雄足），奈良時代後期下級官人，曾經擔任造東大寺司（日语：造寺司），負責東大寺[6]。

### 氏族
按《新撰姓氏錄》記載，阿刀氏有以下一個後裔氏族。
- 河内國 神別 天神 積組造 - 阿刀宿禰同祖。饒速日命の子・于摩志摩治命之後。

其他同族則有《日本三代實錄》貞觀4年（862年）7月條記載的「阿刀物部貞範」。

## 關連地方
- 跡部神社 （大阪府八尾市） - 河内國澀川郡的式内社。阿刀氏名稱的起源地。
- 阿刀神社（日语：阿刀神社） （京都府京都市右京區） - 山城國葛野郡的式内社。阿刀氏的氏神社[2]。